# Destroy What Destroys You
Destroy What Destroys You es un álbum de estudio por la banda de ska-punk Against All Authority. El álbum fue lanzado en 1998 y grabado en 1996.

## Listado de canciones
1. "Lifestyle of Rebellion" – 1:51
2. "No Reason" – 2:19
3. "Conditioning" – 2:09
4. "Freedom" – 1:57
5. "Destroy What Destroys You" – 1:47
6. "It Really Sucks When..." – 1:33
7. "Bloodclot" – 1:35
8. "Another Fuck You Song" – 2:08
9. "30 Second Song" – 0:35
10. "Kickin' the Dog" – 1:36
11. "Sounds of the Underground" – 1:45
12. "Osuchowski's on the Loose" – 2:06
13. "Walking Revolution" – 2:33
14. "Disobey" – 1:36
15. "Chelsea Baby" – 1:53
16. "Corporate Takeover" – 1:58
17. "Hard as Fuck" – 2:13
18. "Centerfold" – 1:54
19. "We Won't Submit" – 2:27
20. "Above the Law" – 2:51
21. "Under Your Authority" – 2:42
22. "Court 22" – 2:17

- Datos: Q5265346